# ديندي مون
في الميثولوجيا الإغريقية، ديندي مون  (بالإغريقية: Δίνδυμον)‏، هو جبل يقع شرق فريجيا (وهي اليوم مورات داغي جيدز)، والتي أصبحت لاحقًا جزءًا من غلاطية وسميت بعد ذلك أجديستس المقدسة على اسم «الجبل الأم» كوبيلي التي عرفها الإغريق باسم ريا. حدد سترابو موقع جبل ديندي مون فوق بيزينوس، عند كوبيلي المقدسة.
وربما يقع جبل ديندي مون في شبه جزيرة كيزيكوس المواجهة لبحر مرمرة، كما في ملحمة أرجونايوتيكا للشاعر أبولونيوس الرودسى أو من خلال ستيفانوس البيزنطي في أقصى الجنوب في ترواد بالقرب من جبل إيدا. يحكي الكتاب الأول من أرجونايوتيكا عن مشهد في جبل ديندي مون، حيث تضرع جاسون إلى إلهة الجبل «أم كل الآلهة المباركة، التي تجلس متوجة». التي تعرف بأنها «الأم دينديميني [Δινδυμηνή] السيدة ذات السماء العديدة» والتي من بينها اسم ريا.
الاستعمالات المختلفة لجبل ديندي مون مثل جبل الإلهة الأم الأناضولية، قام بتوضيحها روبنسون إليس بتسميته «الجبل الأم»: «لا يوجد أدنى شك في أن اسم الأم دينديمينيان يرتبط في المقام الأول بالعهد الأول للعبادة وديندي مون الفريجية، ولكن بمجرد أن انتشرت العبادة ومعها اسم ديندي مون، تفقد الإلهة ديندي مون دلالتها الأصلية ويتناولها مختلف الكتاب بأشكال مختلفة».